# Нововолынская № 5
Государственное открытое акционерное общество «Шахта „Нововолынская 5“» — угольная шахта во Львовско-Волынском угольном бассейне. Входит в Производственное объединение Государственное коммунальное хозяйство «Волыньуголь». 
Была сдана в эксплуатацию в 1959 году с проектной мощностью 450 тысяч тонн в год. В 1991 г. фактическая добыча составляла 1163 тонн в сутки. В 2003 г. добыто 68 тысяч тонн угля.
Шахта отрабатывает два угольных пласта: n7, n8 мощностью 0,7—0,9 м с углами падения 0—3 градусов.

## Адрес
г. Нововолынск, Волынская область, Украина.